# Kashin-klassen
Kashin-klassen er en destroyerklasse bygget til den sovjetiske flåde i 1960'erne og starten af 1970'erne. Skibenes sovjetiske betegnelse var Projekt 61. I 2011 var der kun et enkelt skib i tjeneste i den russiske flåde samt fem skibe i den indiske Rajput-klasse.
I Sovjetunionen blev skibene betegnet som bevogtningsskibe (storozjevoi korabl – SKR), derefter "større ASW-skibe (BKP) og til sidst som store missilskibe (BRK). I resten af verden er de normalt omtalt som destroyere. Skibene var de første deciderede luftforsvarsskibe bygget til Sovjetunionen og de første der kunne medbringe ASW-helikoptere (omend ikke i særlig lang til da de ikke er udstyret med en hangar).

## Design
Designspecifikationerne blev godkendt i 1957 og det første skib blev køllagt i 1959 og hejste kommando i 1962. En del nyt udstyr blev udviklet specielt til denne klasse inklusiv luftforsvarsmissiler, radarer og gasturbiner. Gasturbinerne blev placeret i hver deres rum så den ene kunne fortsætte alene hvis den anden blev truffet. Turbinerne kunne udtages gennem skorstenen i tilfælde af eftersyn eller udskiftning. Dette var også den første sovjetiske skibsklasse der var designet til at kunne blive lukket tæt i tilfælde af ABC krigsførelse og havde et operationsrum adskilt fra skibets kommandobro.
Seks skibe blev moderniseret i 1970'erne og blev betegnet Projekt 61M eller 61MP. Disse skibe blev udstyret med fire SS-N-2C SSM, en ny VDS, forhøjet helikopterdæk samt fire AK-630 maskinkanoner. Der blev også installeret to RBU-1000 antiubådsmortérer agter, de blev dog senere fjernet igen.
Den russiske enhed Smetlivyj blev moderniseret ved Mykolaiv værftet i Sortehavet i starten af 1990'erne og udstyret med det nye Kh-35 (populært kaldet Harpoonski pga. de mange ligheder med et amerikanske Harpoon missil) antiskibsmissil samt en nyt MNK-300 sonarsystem. Smetlivyj er den eneste Kashin-destroyer tilbage i russisk tjeneste.
Rajput-klassen er endnu en modificeret udgave af klassen hvor den agterste pjece er fjernet for at gøre plads til en helikopterhangar samt SS-N-2C missiler på hver side af overbygningen.

## Skibe i klassen
| Pnt.           | Navn                 | Kølen lagt         | Søsat              | Indgået            | Skæbne                                                                          | Kaldesignal |
| -------------- | -------------------- | ------------------ | ------------------ | ------------------ | ------------------------------------------------------------------------------- | ----------- |
|                | Komsomolets Ukrainy  | 15. september 1959 | 31. december 1960  | 31. december 1962  | Udgået 1991, skrottet 1995                                                      |             |
|                | Soobrazitelnyj       | 20. juli 1960      | 25. september 1961 | 26. december 1963  | Udgået 1992, skrottet 1994                                                      |             |
|                | Provornyj            | 10. februar 1961   | 23. marts 1962     | 25. oktober 1964   | Udgået 1990, skrottet 1993                                                      |             |
|                | Obraztsovyj          | 29. juli 1963      | 23. februar 1964   | 29. september 1965 | Udgået 1993, skrottet 1995                                                      |             |
|                | Odarennyj            | 22. januar 1963    | 11. september 1964 | 30. december 1965  | Udgået 1990, skrottet 1991                                                      |             |
|                | Otvazjnyj            | 10. august 1963    | 17. oktober 1964   | 31. december 1965  | Sank efter en brand den 30. august 1974 pga. et missiluheld, 24 døde            |             |
|                | Steregusjij          | 26. juli 1964      | 20. februar 1966   | 21. december 1966  | Udgået 1993, skrottet 1994                                                      |             |
|                | Krasnyj Kavkaz       | 25. november 1964  | 9. februar 1966    | 25. februar 1967   | Udgået 1998, skrottet 8000                                                      |             |
|                | Resjitelnyj          | 25. juni 1965      | 30. juni 1966      | 30. december 1967  | Udgået 1989, skrottet 1999                                                      |             |
|                | Strogij              | 22. februar 1966   | 29. april 1967     | 24. december 1968  | Udgået 1993, solgt til Indien, men sank på vejen i nærheden af Singapore i 1995 |             |
|                | Smetlivyj            | 15. juli 1966      | 26. august 1967    | 25. september 1969 | I tjeneste ved Sortehavsflåden                                                  |             |
|                | Krasnyj Krym         | 23. februar 1968   | 28. februar 1969   | 15. oktober 1970   | Udgået 1993, skrottet 1996                                                      |             |
|                | Sposobnyj            | 10. marts 1969     | 11. april 1970     | 25. september 1971 | Udgået 1993, skrottet 1995                                                      |             |
|                | Skoryj               | 20. april 1970     | 26. februar 1971   | 29. september 1972 | Udgået 1997, skrottet 1998                                                      |             |
| Kashin Mod     |                      |                    |                    |                    |                                                                                 |             |
|                | Ognevoj              | 5. maj 1962        | 31. maj 1963       | 31. december 1964  | Udgået 1989, skrottet 1990                                                      |             |
|                | Slavnyj              | 26. juli 1964      | 24. april 1965     | 30. september 1966 | Udgået 1991, skrottet 1995                                                      |             |
|                | Strojnyj             | 20. marts 1964     | 28. juli 1965      | 15. december 1966  | Udgået 1990, skrotet 1994                                                       |             |
|                | Smysjlenyj           | 15. august 1965    | 22. oktober 1966   | 27. september 1968 | Udgået 1993, skrottet 1994                                                      |             |
| 271            | Warszawa (ex-Smelyj) | 15. november 1966  | 6. februar 1968    | 27. december 1969  | Udgået 9. januar 1988, herefter leaset til Polen. Udgået 2003, skrottet 2005    |             |
|                | Sderzjannyj          | 10. marts 1971     | 25. februar 1972   | 30. december 1973  | Udgået 2001, skrottet 2002                                                      |             |
| Rajput-klassen |                      |                    |                    |                    |                                                                                 |             |
| D51            | Rajput               | 11. september 1976 | 17. september 1977 | 4. maj 1980        | I tjeneste                                                                      |             |
| D52            | Rana                 | 29. november 1976  | 27. september 1978 | 19. februar 1982   | I tjeneste                                                                      |             |
| D53            | Ranjit               | 29. juni 1977      | 16. juni 1979      | 23. november 1983  | I tjeneste                                                                      |             |
| D54            | Ranvir               | 24. oktober 1981   | 12. marts 1983     | 21. april 1986     | I tjeneste                                                                      |             |
| D55            | Ranvijay             | 19. marts 1982     | 1. februar 1986    | 21. december 1987  | I tjeneste                                                                      |             |